# 列宁格勒电影制片厂
列宁格勒电影制片厂（俄语：Ленфильм）是前苏联和俄罗斯的一家电影制片厂，其地址位于俄罗斯的圣彼得堡。“列宁格勒电影制片厂”的名字来源于苏联时代圣彼得堡的名字“列宁格勒”。
列宁格勒电影制片厂是前苏联最重要的电影制片厂之一，曾出品过不少著名电影，其中包括《夏伯阳》和《牛虻》。现任主席为费多尔·邦达尔丘克。